# Black Kigyō
Ein Black Kigyō (jap. ブラック企業 burakku kigyō), auch Black Gaisha (ブラック会社, burakku gaisha, engl. black company), bezeichnet im engeren Sinn ein ausbeuterisches Beschäftigungssystem.

## Ursprung des Begriffs
Der Begriff „Schwarzes Unternehmen“ wurde in den frühen 2000er Jahren von jungen IT-Arbeitern geprägt und wird inzwischen in vielen Branchen verwendet.

## Vorgehensweise
Die Ausbeutung in schwarzen Unternehmen erfolgt in drei Phasen. Als Erstes stellt das Unternehmen eine große Zahl von jungen Arbeitnehmern, meist Absolventen, ein. Die Anzahl der Eingestellten übersteigt jedoch die Zahl der verfügbaren Arbeitsplätze, da die Unternehmen davon ausgehen, dass viele Bewerber den Arbeitsbedingungen nicht standhalten und kündigen. Um möglichst viele Absolventen einstellen zu können, ködern schwarze Unternehmen diese durch das Vortäuschen falscher Arbeitsbedingungen, etwa beim Entgelt oder den Arbeitszeiten. Teilweise wird Bewerbern Vollzeitbeschäftigung versprochen, jedoch werden ihnen dann befristete Arbeitsverträge zum Unterschreiben vorgelegt.
In der zweiten Phase erwartet die Arbeitenden eine harte Probezeit. In dieser müssen sie beweisen, dass sie einen hohen Arbeitswillen besitzen, indem sie viele, meist unbezahlte, Überstunden machen. Teilweise wird den Angestellten mitgeteilt, dass diese Überstunden bereits in ihrem Lohn mit eingeschlossen sind und sie ihren Lohn durch gute Leistungen weiter erhöhen können. Des Weiteren sehen sich die Mitarbeiter in schwarzen Unternehmen häufig mit power harassment konfrontiert. Darunter versteht man unter anderem das Anschreien, Herabwürdigen sowie öffentliche Kritisieren von Arbeitnehmern durch Vorgesetzte vor anderen. Des Weiteren zählt auch das Zuweisen zu unangenehmen oder langweiligen Aufgaben oder der Ausschluss von Gruppenaktivitäten zu power harassment. Aufgrund dieser Arbeitsbedingungen kündigen viele Angestellte in der Probezeit ihren Job. Mit dieser Vorgehensweise sucht sich das schwarze Unternehmen die belastungsfähigsten Mitarbeiter heraus. Das Vorgehen von Phase eins und zwei wird im Japanischen mit dem Begriff shinsotsugiri beschreiben, was ins Deutsche übersetzt „das Schneiden von Neuabsolventen“ bedeutet.
In Schritt drei werden die übrigen Angestellten weiterhin durch unbezahlte Überstunden und/oder lange Arbeitszeiten ausgebeutet. Teilweise werden die Mitarbeiter in Führungspositionen befördert, um ihnen dort noch mehr Arbeit auftragen zu können. Schwarze Unternehmen weigern sich zudem, Kündigungen von wertvollen Mitarbeitern anzunehmen, denn sie wollen nicht für mentale Krankheiten verantwortlich gemacht werden, geschweige denn Entschädigungen bezahlen.

## Auswirkung der Arbeitsbedingungen
Die in Japan wohl bekannteste Gefahr von Überarbeitung ist das sogenannte karōshi, der Tod durch Überarbeitung. Karōshi bezeichnet zum einen den Tod oder die Arbeitsunfähigkeit aufgrund von Herz-Kreislauf-Attacken, wie Schlaganfall, Herzinfarkt oder Herzinsuffizienz. Zum anderen wird auch der Selbstmord aufgrund von Überarbeitung oder schlechten Arbeitsbedingungen, karōjisatsu genannt, mit dazu gezählt. 2011 wurden etwa 200 Fälle von Karōshi anerkannt. Die tatsächliche Zahl der Betroffenen von Karōshi könnte jedoch deutlich höher sein. Ursache dafür ist, dass es den Familienangehörigen meist schwerfällt, Beweise dafür zu finden, dass die mentalen oder gesundheitlichen Probleme der Betroffenen durch Überarbeitung oder arbeitsbedingten Stress ausgelöst wurden.